# Sucre (moeda)

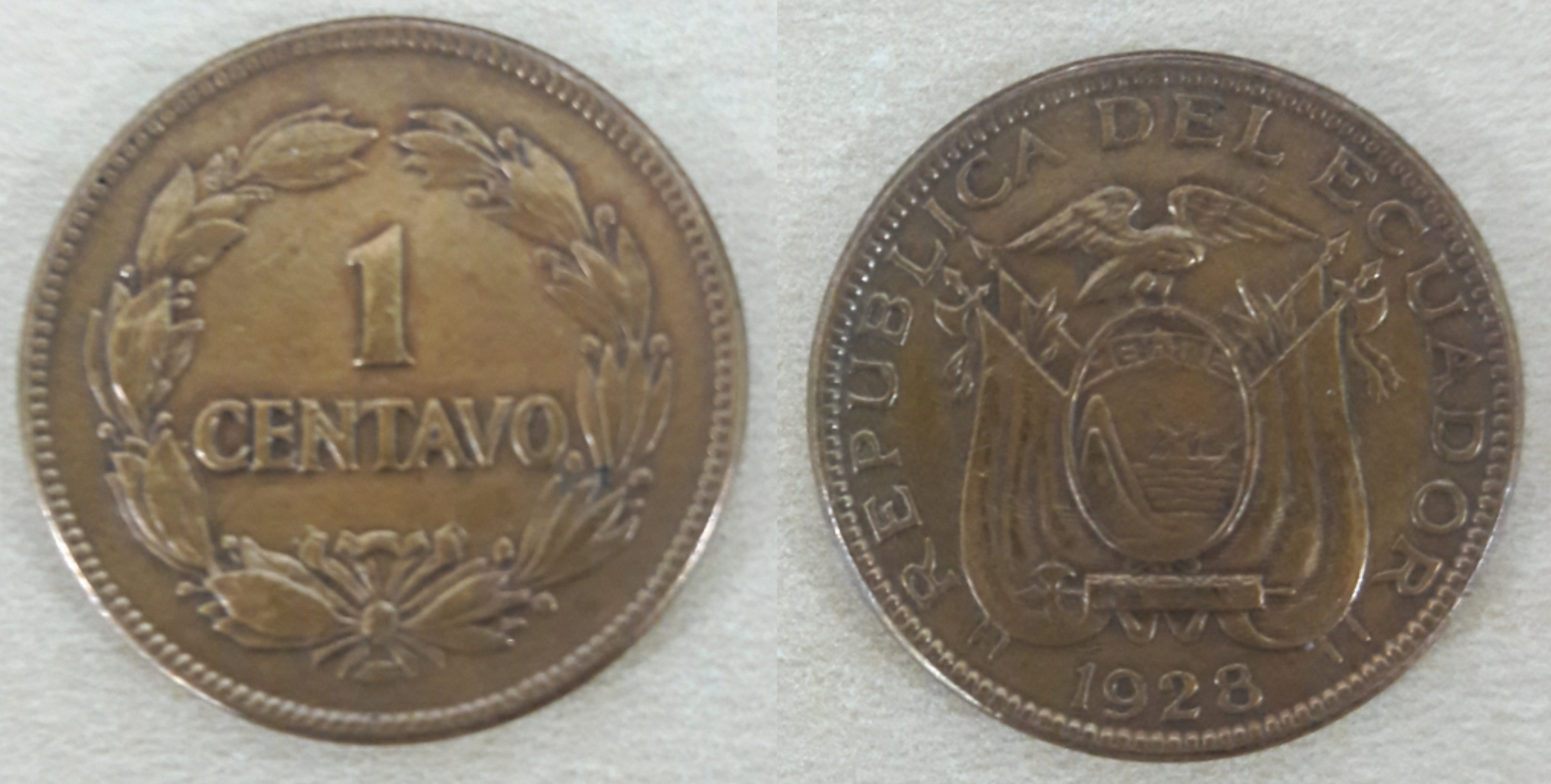

O Sucre foi a moeda corrente do Equador entre 1884 e 2000. Foi substituída pelo dólar americano para tentar acabar com a inflação no país, que havia chegado em 60,7% no ano anterior. Apesar da queda da inflação, a dolarização deixa os produtos de exportação do país pouco competitivos no mercado internacional. Com isso os índices de crescimento tem sido cada vez menores. Além disso, a perda de capacidade de emitir dinheiro levou o governo a cortar os gastos públicos.
| Obverse & Reverse | Value (S/.) | Dimensions  | Predominant color | Depicted celebrity (obverse)                      |
| ----------------- | ----------- | ----------- | ----------------- | ------------------------------------------------- |
|                   | 5           | 140 x 65 mm | Red               | Antonio José de Sucre                             |
|                   | 10          | 140 x 65 mm | Blue              | Sebastián de Belalcázar                           |
|                   | 20          | 140 x 65 mm | Cream             | la Compañía de Jesús, Quito                       |
|                   | 50          | 140 x 65 mm | Green             | Monumento a los Proceres del 9 de octubre de 1820 |
|                   | 100         | 140 x 65 mm | Purple            | Simon Bolivar                                     |
|                   | 500         | 140 x 65 mm | Blue              | Dr. Eugenio de Santa Cruz y Espejo                |
|                   | 1000        | 140 x 65 mm | Green             | Rumiñahui                                         |
|                   | 5,000       | 140 x 65 mm | Brown + purple    | Juan Montalvo                                     |
|                   | 10,000      | 140 x 65 mm | Brown + green     | Vicente Rocafuerte                                |
|                   | 20,000      | 140 x 65 mm | Brown + blue      | Gabriel García Moreno                             |
|                   | 50,000      | 140 x 65 mm | Brown + orange    | Eloy Alfaro                                       |